# 西红海子
西红海子，是一个位于中国内蒙古自治区鄂尔多斯市伊金霍洛旗阿勒腾席热镇（县城）的湖泊，位于伊金霍洛旗县城城区东南约6.5千米，有杆占庙河与东北部的东红海子相连。湖面海拔1290米，湖长2.7千米，最大宽2.3千米，平均宽1.4千米，面积3.7平方千米。
2021年公布的鄂尔多斯市伊金霍洛旗镇级、嘎查村级河（湖）长名录表中，西红海子的镇级湖长和嘎查村级湖长均为阿勒腾席热镇综合保障和技术推广中心主任兼曼赖村党支部书记李飞。